# Cap21
Ne doit pas être confondu avec COP21 ou Mudry Cap 21.
Pour les articles homonymes, voir Cap.
 (mars 2024).
Citoyenneté, Action, Participation pour le XXIe siècle (Cap21) est initialement à la fois un club de réflexion politique français, créé en 1996 par Corinne Lepage, et une association tendant à porter sur le terrain juridique des questions environnementales. Il se transforme en parti politique en 2000.
Parti centriste, il défend principalement l’écologie politique. Corinne Lepage porte les couleurs du parti à l’élection présidentielle de 2002, où elle finit en 14e position du premier tour avec 1,88 % des suffrages exprimés.
Après avoir été proche de l'UDF, Cap21 est l'un des membres fondateurs du Mouvement démocrate (MoDem), parti présidé par François Bayrou et dont Corinne Lepage est vice-présidente jusqu'à sa démission, en 2010. Cap21 fusionne en 2014 avec Le Rassemblement citoyen, étant dès lors parfois appelé Cap21 – Le Rassemblement citoyen (Cap21-LRC).
À partir de 2021, le parti se rapproche de l'Alliance écologiste indépendante. Une fusion au sein de Cap écologie avorte, mais les deux partis participent à la campagne législative de 2022 sous le label « L'écologie au centre ».
En 2024, le parti annonce la création de la coalition « Écologie Positive & Territoires », qui rassemble une quinzaine de partis politiques (dont Cap21-LRC, Écologie Positive, France Écologie, Le Trèfle, Les Universalistes, 100% Citoyens et la Fédération des Pays Unis) et qui présente aux élections européennes de 2024 une liste conduite par Yann Wehrling avec Chantal Cutajar en deuxième position.

## Historique

### Élection présidentielle de 2002
Lors de l'élection présidentielle de 2002, avec 1,88 % des suffrages exprimés, Corinne Lepage termine en 14e position sur 16 candidats.

### Élections régionales et européennes de 2004
Aux élections régionales de 2004, l'UDF fait alliance avec le parti Cap21 dans la région Île-de-France, pour proposer une liste commune derrière André Santini. Corinne Lepage est à la tête de la liste départementale de Paris. En Languedoc-Roussillon, une liste Cap21 indépendante est menée par Georges Fandos et obtient 4,8 % des voix. Aux élections européennes de 2004, le meilleur résultat de Cap21 a été obtenu par la liste conduite par Corinne Lepage en Île-de-France et qui a recueilli 3,6 % des voix.

### Élection présidentielle de 2007
Corinne Lepage annonce son intention de se présenter à l'élection présidentielle française de 2007 avant de se rétracter en mars 2007 au profit de François Bayrou.

### Élections législatives de 2007 et participation au Mouvement démocrate
À la suite d'un accord avec l'UDF-MoDem, Cap21 a présenté une vingtaine de candidats sous l'étiquette Cap21-MoDem pour les élections législatives de 2007[source insuffisante]. Le congrès de Cap21 du 23 juin 2007 a adopté à une quasi-unanimité la participation de Cap21 à la fondation du Mouvement démocrate, sous-réserve de conserver une autonomie politique et financière, confiant un mandat au bureau politique pour l'élaboration des statuts et de la charte des valeurs. Cap21 est membre fondateur du Mouvement démocrate depuis décembre 2007 et conserve son autonomie politique et financière.
Le 13 juin 2008, François Bayrou nomme Corinne Lepage vice-présidente du Mouvement démocrate, responsable des commissions de travail. Le 15 juin 2008, à Nanterre, Cap21 entérine son adhésion au Mouvement démocrate lors de son Congrès Statutaire. La double adhésion Cap21-MoDem est donc rendue possible dans les textes, malgré un débat vif. Corinne Lepage souhaite que le MoDem fasse du développement durable le socle de son projet politique, elle y veillera au travers de sa vice-présidence.
En octobre 2008, avec d'autres associations (Aujourd'hui, autrement et l'Association Centr'Egaux), Cap21 dépose une requête devant le Conseil d'État pour l'annulation du décret créant le fichier Edvige, requête rejetée le 29 octobre 2008 par le Conseil d'État.
En février 2009, Cap21 s'oppose au projet de loi HADOPI de la ministre de la Culture Christine Albanel. Le 7 juin 2009, Corinne Lepage est élue députée du MoDem au Parlement européen.

### Élections régionales de 2010 et départ du Mouvement démocrate
Le 14 mars 2010, au premier tour des élections régionales, Cap21 présente des candidats dans huit régions. En Bourgogne et Picardie, le parti écologiste est allié au MoDem ; en Haute-Normandie, Provence-Alpes-Côte d'Azur, Languedoc-Roussillon, Lorraine, Alsace, Pays de la Loire, Cap21 fait listes communes avec Europe Écologie. Après avoir critiqué la stratégie de François Bayrou, Corinne Lepage annonce avoir décidé de quitter le MoDem le 17 mars 2010. Le 29 mai 2010, les adhérents de Cap21 votent « à une très large majorité » le départ du Mouvement démocrate
Pour les élections cantonales françaises des 20 et 27 mars 2011, Cap21 présente une trentaine de candidats. Son unique conseiller général sortant, François Pelletant, n'est pas réélu dans le canton de Montlhéry (Essonne), puisqu'il réunit 46,99 % des suffrages au second tour. Néanmoins, en vertu de son accord avec EELV, Cap21 obtient un nouvel élu dans le canton de Huningue (Haut-Rhin) en la personne de Max Delmond, élu avec 51,40 % des voix.

### Élection présidentielle de 2012
Le 4 octobre 2011, Corinne Lepage annonce sa candidature à l'élection présidentielle.
Le 14 mars 2012, Jean-Marc Governatori lance une offre publique de partenariat à Corinne Lepage afin qu’un représentant de l’écologie indépendante soit présent au premier tour de l’élection présidentielle. Le candidat de l’Alliance écologiste indépendante propose à l’ancienne ministre un soutien réciproque et un apport de parrainages à celui ou celle des deux qui disposera ce jour du plus grand nombre de signatures. Jean-Marc Governatori a posé comme préalable un accord programmatique, et l’affirmation durable de l’écologie indépendante en France dans la perspective des législatives de 2012 et des élections locales de 2014. Le 19 mars 2012, Le Conseil constitutionnel valide la liste des candidats à l'élection présidentielle : Corinne Lepage n'obtient pas les 500 parrainages nécessaires.
Le 17 avril 2012, contre toute attente, la présidente de Cap21 donne pour consigne de voter pour François Hollande dès le premier tour. Elle appelle par ailleurs au lancement d'un nouveau parti, le Rassemblement démocrate, écologiste et républicain (RDER), qui chercherait à concilier « économie et écologie, justice et efficacité économique, primauté de l'humain et sens du bien commun », un mouvement qu'elle porte avec des responsables de La Gauche moderne et républicaine. Le 30 juin 2012, Cap21 tient son congrès à Paris et tire les conclusions de l'échec de la présidentielle et des législatives. Deux motions sont proposées aux adhérents : la première motion, qui appelle le parti à choisir un camp (en l'occurrence la gauche) et des alliances avec un parti de premier rang, soutenue officiellement par Corinne Lepage, et la deuxième qui appelle à la refondation de Cap21 sur ses fondamentaux, l'écologie humaniste et réaffirme son indépendance par rapport à la gauche et à la droite. Cette deuxième motion l'emporte largement. Le 14 octobre 2012, Corinne Lepage lance un manifeste et appelle à la création d’un « Rassemblement des écologistes et démocrates sociaux » (REDS).

### Création du Rassemblement citoyen et rapprochement avec la gauche (2013–2016)
Le 24 mars 2013, Corinne Lepage lance un nouveau mouvement politique écologiste situé à gauche qu'elle voudrait paritaire entre les politiques et la société civile, Le Rassemblement citoyen. Anne Hidalgo, adjointe au maire de Paris et tête de liste PS aux prochaines municipales participe à l'ouverture de la convention ainsi que le député maire PRG de Château-Thierry. 
Une partie des cadres de Cap21 (membres du bureau politique, délégués régionaux et départementaux), ne partagent pas cette nouvelle orientation décidée par leur présidente et se réunissent dans le collectif « l'Écologie en action ». Le 30 mai 2013, une vingtaine de cadres de Cap21, responsables du bureau politique, membres du secrétariat exécutif, délégués régionaux (IDF, Rhône-Alpes, Picardie-Champagne Ardenne, Aquitaine, Languedoc-Roussillon, Alsace, PACA…) décident de quitter Cap21, dont il critique l'orientation progressive à gauche. Une partie d'entre eux créent Nouvelle Écologie démocrate, parti associé à l'UDI pour œuvrer au sein du pôle écologiste animé par le député Bertrand Pancher et la sénatrice Chantal Jouanno. Nouvelle Écologie démocrate est présidé par Éric Delhaye, ex-président délégué de Cap21 (2008-2013). 
Le 1er juin 2013, Cap21 réunit son congrès. Une seule liste conduite par Corinne Lepage a été présentée pour les élections internes, à la suite de la dissidence d'une partie des cadres du mouvement. Une nouvelle coordination nationale est mise en place, Corinne Lepage est réélue à la présidence de Cap21 et les instances nationales sont renouvelées. Les adhérents adoptent la modification des statuts et l'intégration de Cap21 dans le Rassemblement citoyen, confédération de gauche.
Lors du congrès extraordinaire du 13 décembre 2014, la fusion entre Cap21 et Le Rassemblement citoyen est votée à l'unanimité, le nouveau nom du parti reprenant ceux des deux partis fusionnés,.
Lors des élections régionales de 2015, Cap21-LRC participe dans plusieurs régions à des listes de la majorité présidentielle aux côtés du Parti socialiste et de ses alliés et avec Europe Écologie Les Verts en Île-de-France. Il obtient 4 conseillers régionaux.
En 2016, le parti se rapproche de Génération écologie (GÉ) pour mettre en place une plateforme d'actions communes, dans le cadre d'une démarche initiée par GÉ et le Parti radical de gauche.

### Élection présidentielle de 2017
Lors de l'Élection présidentielle de 2017, Corinne Lepage et Cap21 soutiennent Emmanuel Macron. Cependant, en 2019-2020, Corinne Lepage déclare que le président Macron « n'est pas du tout écolo » et que les actions du gouvernement Édouard Philippe ont constitué une « œuvre de déconstruction systématique et à l’échelle industrielle du droit de l'environnement. »

### Participation au Pôle écologiste et création de Cap écologie (2020–2021)
En 2020 : en vue des scrutins locaux de 2021 et de l’élection présidentielle de 2022, Cap21 entre dans le Pôle écologiste, composé également d'Europe Écologie Les Verts (EELV), G.s, GÉ, l'AEI et le MdP. Une primaire écologiste doit être organisée en 2021 avec tous ces partis en vue de désigner un candidat commun à l’élection présidentielle.
Le 18 décembre 2020, Corinne Lepage, Delphine Batho et Jean-Marc Governatori annoncent la création par Cap21, Génération écologie et l'Alliance écologiste indépendante d'une plateforme commune de coordination au sein du Pôle écologiste, distincte d'Europe Écologie Les Verts, et mettant en avant la défense de valeurs qu'ils considèrent communes à leurs trois partis, telles que la République et la laïcité,
Le 27 février 2021, Cap21 et l’Alliance écologiste indépendante annoncent fusionner afin de fonder Cap écologie,[source insuffisante].
Le 7 juillet, Cap21 se retrouve exclu du Pôle écologiste, en raison d'un désaccord sur la laïcité et la République entre Corinne Lepage, ancienne ministre de Jacques Chirac, et Europe Écologie Les Verts.
L'annonce de fusion ne se concrétise pas : les canaux de Cap écologie ne sont plus utilisés depuis octobre 2021 (fil twitter inactif depuis juillet 2021, site internet disparu) alors que les deux partis reprennent leurs activités séparément.

### Élection présidentielle de 2022
Le 3 juillet 2021, Jean-Marc Governatori, soutenu par Cap21 (dont la fusion administrative avec l'Alliance écologiste indépendante n'a pas encore eu lieu), annonce sa candidature à la primaire écologiste de septembre 2021, afin désigner le candidat du Pôle écologiste. Cependant, le 7 juillet, Cap21 se retrouvant écarté du Pôle écologiste (en raison du désaccord sur la laïcité et la République entre Corinne Lepage et Europe Écologie Les Verts), Jean-Marc Governatori n’obtient plus les parrainages lui permettant d’être candidat,.
Le 29 juillet 2021, Le tribunal judiciaire de Bobigny rejette la décision de suspension de Cap21 et ordonne la réintégration des parrainages de Cap21 accordés à Jean-Marc Governatori, lui permettant ainsi de participer à la primaire écologiste.
Jean-Marc Governatori arrive cinquième du premier tour de la primaire avec 2,35 % des voix, contestant cependant ce résultat,

### Élections législatives de 2022 et rassemblement avec d'autres partis écologistes centristes
Le 24 mai 2022, Corinne Lepage, Chantal Cutajar (Cap21-Le Rassemblement citoyen), Jean-Marc Governatori (Écologie au centre), François Bechieau (Mouvement des progressistes), Swantje Tomalak (Génération Animal) et Christophe Rossignol (Liberté Écologie Fraternité) annoncent la création d'une alliance de partis écologistes ne se revendiquant ni de gauche, ni de droite, et opposés aux accords conclus entre Europe Écologie Les Verts et La France insoumise lors de la création de la Nouvelle Union populaire écologique et sociale (NUPES),
Cette coalition présente 250 candidats communs aux élections législatives de 2022 et comprend notamment les formations politiques suivantes : Cap21-Le Rassemblement citoyen, l'Écologie au centre, le Mouvement des progressistes, Génération Animal, Liberté Écologie Fraternité, l'Écologie Autrement, ainsi que des membres d’EELV et de Génération.s opposés à la NUPES, Le rassemblement soutient également d'autres candidats pour un total de 400 candidats écologistes hors NUPES selon Jean-Marc Governatori,
Lors des élections législatives, cette coalition ne porte pas de label national commun. Cependant, le clip officiel de campagne dans lequel interviennent Corinne Lepage, Swantje Tomalak et Jean-Marc Governatori est présenté sous la bannière « Écologie au centre ».
Un label commun est, selon Corinne Lepage, prévu lors d'une deuxième phase de construction de ce rassemblement,

### Élections européennes de 2024 et lancement d'Écologie Positive & Territoires
Le 8 février 2024, Corinne Lepage et Yann Wehrling annoncent le lancement du collectif « Écologie Positive & Territoires », qui regroupe une quinzaine de formations politiques et qui revendique quatre valeurs principales : l'écologie, le régionalisme, la citoyenneté et la protection animale,. Cette coalition rassemble les partis Cap21-Le Rassemblement citoyen, Écologie Positive (présidé par Yann Wehrling), France Écologie (présidé par Isabelle Jacono), Les Écologistes du Trèfle (présidé par Albert Lapeyre), Les Universalistes (anciennement MHAN, présidé par Aloïs Lang-Rousseau), 100% Citoyens (fondé par Éric Lafond), ainsi que la Fédération des Pays Unis (présidé par Jean-Luc Davezac), et présente en vue des élections européennes une liste avec Yann Wehrling en tête de celle-ci et Chantal Cutajar en deuxième position.

## Ligne politique
À l'instar de l’UDF, dont est issue Corinne Lepage, Cap21 est initialement classé au centre droit de l’échiquier politique ; représentatif d'une vision plus ou moins centriste et conservatrice de l'écologie, dans les années 2010 la formation est parfois considérée comme étant de gauche en raison de ses alliances électorales, notamment avec Europe Écologie Les Verts,,, cependant avec une sensibilité plus nuancée, un certain progressisme libéral, dont l'attachement à des libertés économiques et civiles, et un positionnement sociétal plutôt modéré (ce en quoi il se distingue par exemple du Parti pirate français), mais une tendance à la démocratie liquide ou participative en lien avec le libéralisme politique. Corinne Lepage déclare en 2020 que « l’ancrage à gauche, voire à l’extrême gauche de l’écologie n’est pas favorable à une forte progression de l’écologie dans la vie politique française ».
Le parti souhaite mettre l’accent sur les questions écologiques plus que partisanes clivées pour lutter notamment contre le réchauffement climatique, mais aussi promouvoir des valeurs fondamentales comme la laïcité et l'égalité des sexes, modifier les institutions pour permettre la participation effective de la société civile en politique.
Présente sur le terrain juridique, notamment par le biais de recours devant le Conseil d'État contre certains décrets (EDVIGE fin 2008) ou le Conseil constitutionnel (recours en intervention, en 2008, contre la loi sur les OGM), ou par la demande de déclassification de certains rapports (par exemple sur les OGM), Cap21 condamne l'abandon, en janvier 2007, du projet de loi sur les recours collectif (class actions). Le parti prône une « révolution démocrate, la VIe République ».

## Organigramme

### 2021
En février 2021, l'organigramme du parti est le suivant.

#### Bureau exécutif
- Présidente d'honneur : Corinne Lepage
- Présidente : Chantal Cutajar

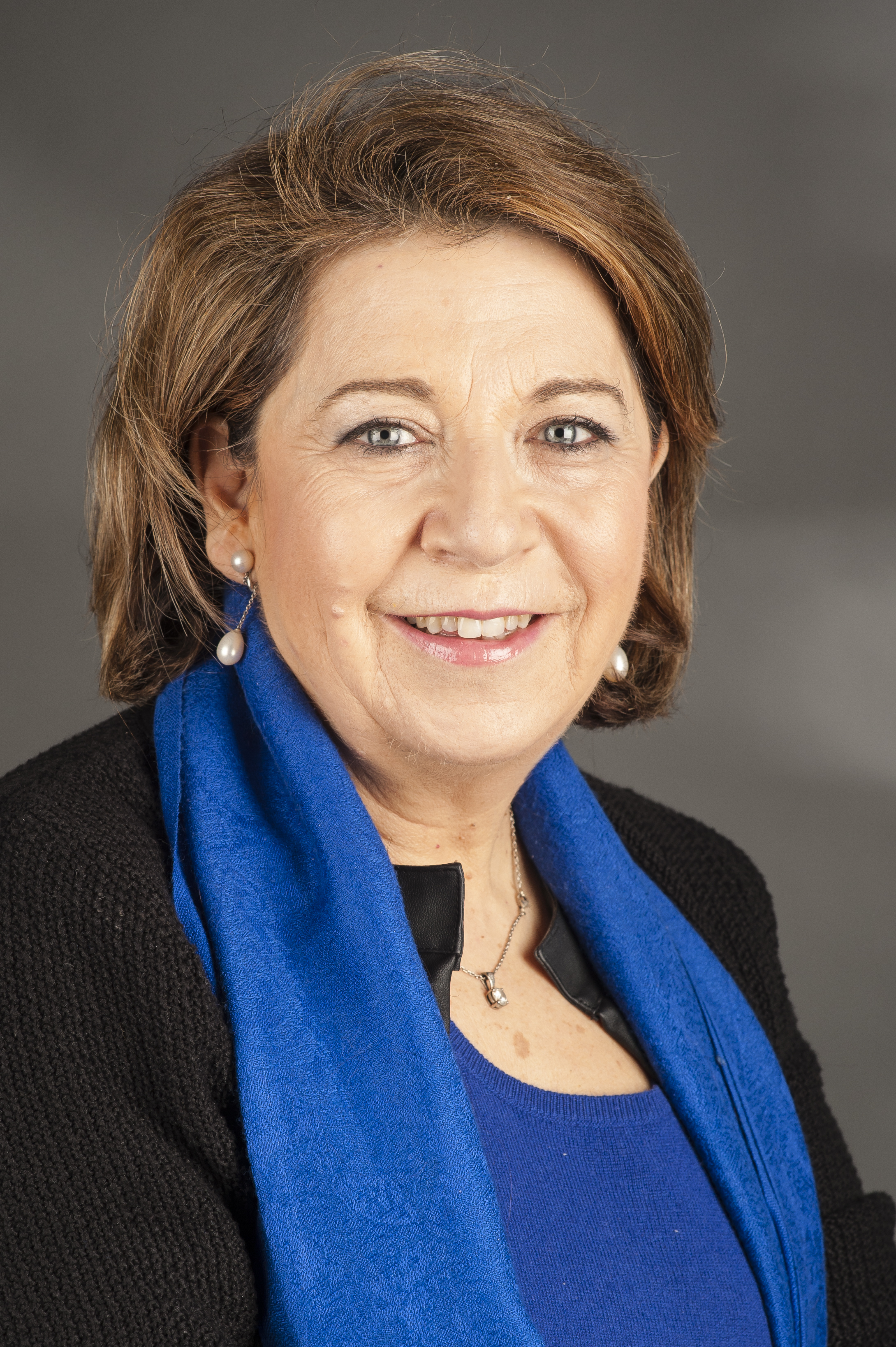
Corinne Lepage, présidente du parti.

- Vice-présidentes : Amandine Rapenne & Fazia Hammiche,
- Trésorier & trésorier adjoint : Didier Cugy & Thierry Parat
- Secrétaire général & secrétaire adjoint : Thierry Deneuve & Franck Poirier

#### Bureau National
- Jean Rapenne - Yves Quéromain - Charles Girardin - Philippe Segers - David Kupina - Thiaba Bruni - Dominique Souchaud - Evelyne Garreaux - Yveline Moeglen - Gilles François - Jean Poncharal - Nicolas Tardieu

### 2022

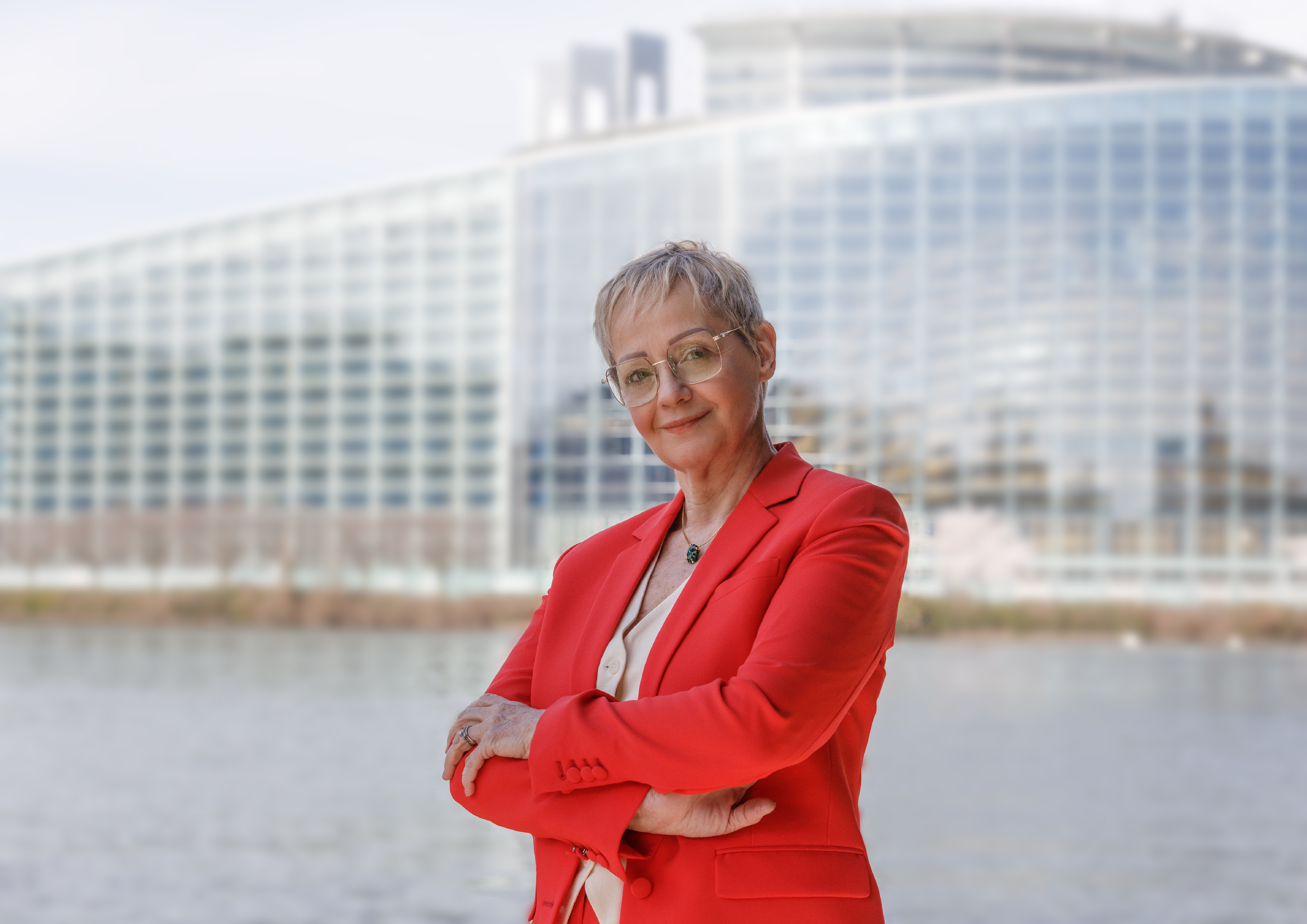
Chantal Cutajar Présidente de Cap21-LRC

En juin 2022, l'organigramme du parti est le suivant,

#### Secrétariat exécutif
- Amadine Rapenne chargée de la communication
- Fazia Hammiche chargée des relations politiques
- Thierry Deneuve chargé des référents régionaux

#### Référents régionaux
- PACA : Fazia Hamiche
- Bourgogne Franche-Comté : Benoit Bordat
- Bretagne : Franck Poirier
- Centre Val de Loire : Charles Girardin
- Ile de France : Philipe Seguers - Thiaba Bruni -
- Nouvelle Aquitaine : Didier Cugy - Dominique Souchaud -
- Réunion : Jeanne Loyher
- Grand Est : Thierry Parat - Yveline Meoglen
- Occitanie : Stephan Arnassant

## Élus

### Au Parlement français
Cap21 compte quatre députés lors de la XVe législature : 
- Pierre Cabaré (1re circonscription de la Haute-Garonne) ;
- Nicole Dubré-Chirat (6e circonscription de Maine-et-Loire) ;
- Rémy Rebeyrotte (3e circonscription de Saône-et-Loire) ;
- Mireille Robert (3e circonscription de l'Aude).

Le parti n'a aucun sénateur.

### Au Parlement européen
Corinne Lepage est députée européenne de 2009 à 2014 (circonscription Nord-Ouest).

### Conseillers régionaux
| Région                  | Conseillers régionaux issus de Cap21 en 2015-2021 | Sièges   |
| ----------------------- | ------------------------------------------------- | -------- |
| Bourgogne-Franche-Comté | Hakkar Yacine                                     | 1 / 100  |
| Centre-Val de Loire     | Charles Girardin                                  | 1 / 77   |
| Île-de-France           | Marie-Odile Bertella-Geffroy, François Damerval   | 2 / 209  |
| Hauts-de-France         | Alexandre Garcin                                  | 1 / 170  |
| Total                   | Total                                             | 5 / 1757 |

## Identité visuelle

Ancien Logo de Cap21 à partir de 2006.
Ancien Logo de Cap21-LRC.
Logo actuel de Cap21-LRC.